# Johannes van Eindhoven
Johannes van Eindhoven (Eindhoven of omgeving, ca. 1440 - 5 oktober 1509) was augustijn en hulpbisschop van Trier (titulair-bisschop van Azot). Op 15 juli 1458 trad Van Eindhoven in het Augustijnerklooster van Klausen (tussen Trier en Wittlich) in en werd er op 13 december 1473 tot prior gekozen. Hij leidde een diplomatieke delegatie naar het hof van koning Lodewijk XI van Frankrijk om tussen diens zoon Karel en Margaretha, dochter van keizer Maximiliaan I een huwelijk te arrangeren. De verloving kwam daadwerkelijk tot stand, maar werd verbroken door het huwelijk van Karel met Anna van Bretagne in 1491.
Vanwege zijn aanvankelijk geslaagde missie om de Franse en Habsburgse koningshuizen bijeen te brengen, oogstte Van Eindhoven veel lof. De bisschop van Trier, Johannes van Baden, benoemde Van Eindhoven tot zijn plaatsvervanger. In 1483 werd hij hulpbisschop van Trier en titulair bisschop van Azotus (Israël). 
Zijn graf bevindt zich in het voormalige klooster Klausen (opgeheven 1802), waarvan de kerk nog in gebruik is als bedevaartkerk.